# Jonesboro (Louisiana)

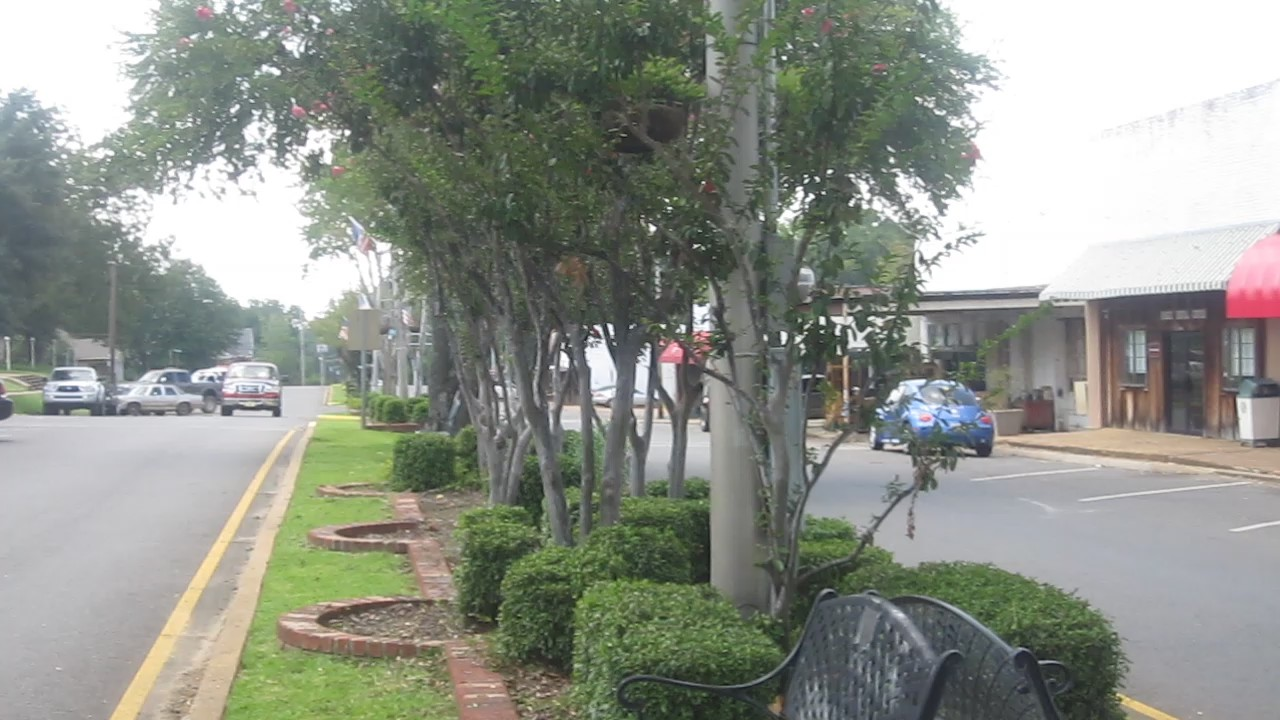
Il centro di Jonesboro è diviso da Jimmie Davis Boulevard.

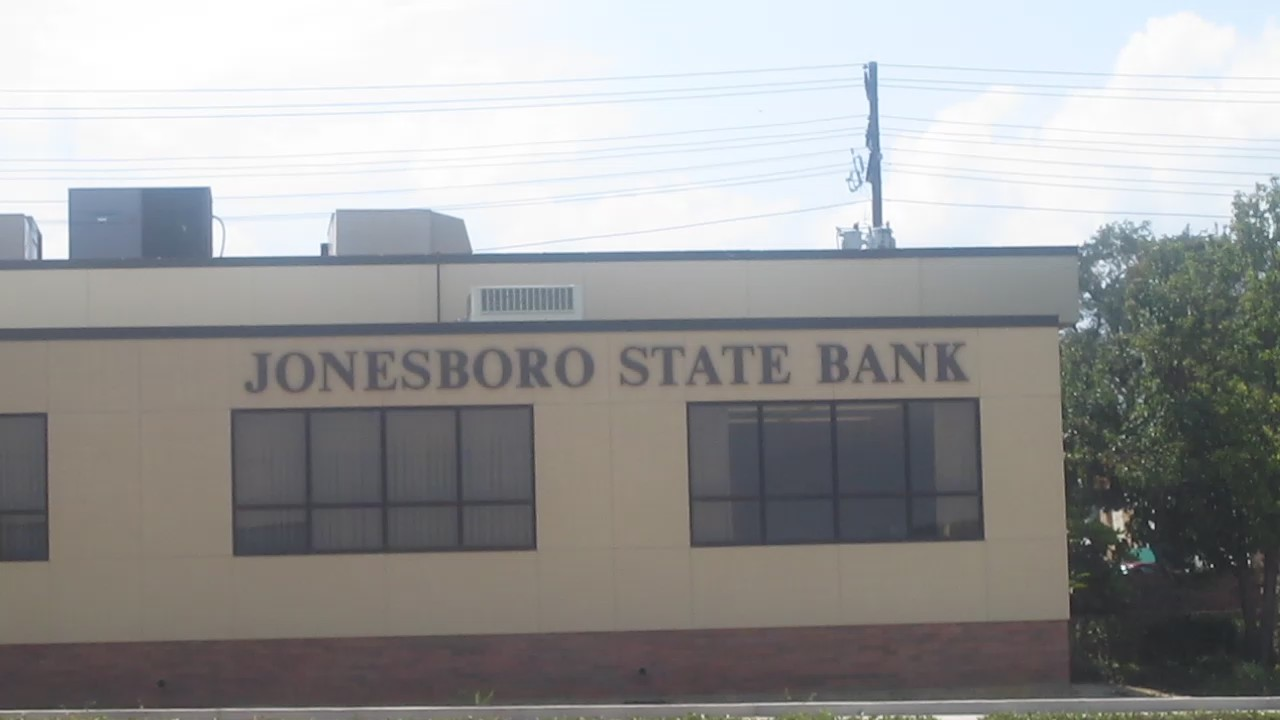
Jonesboro State Bank.

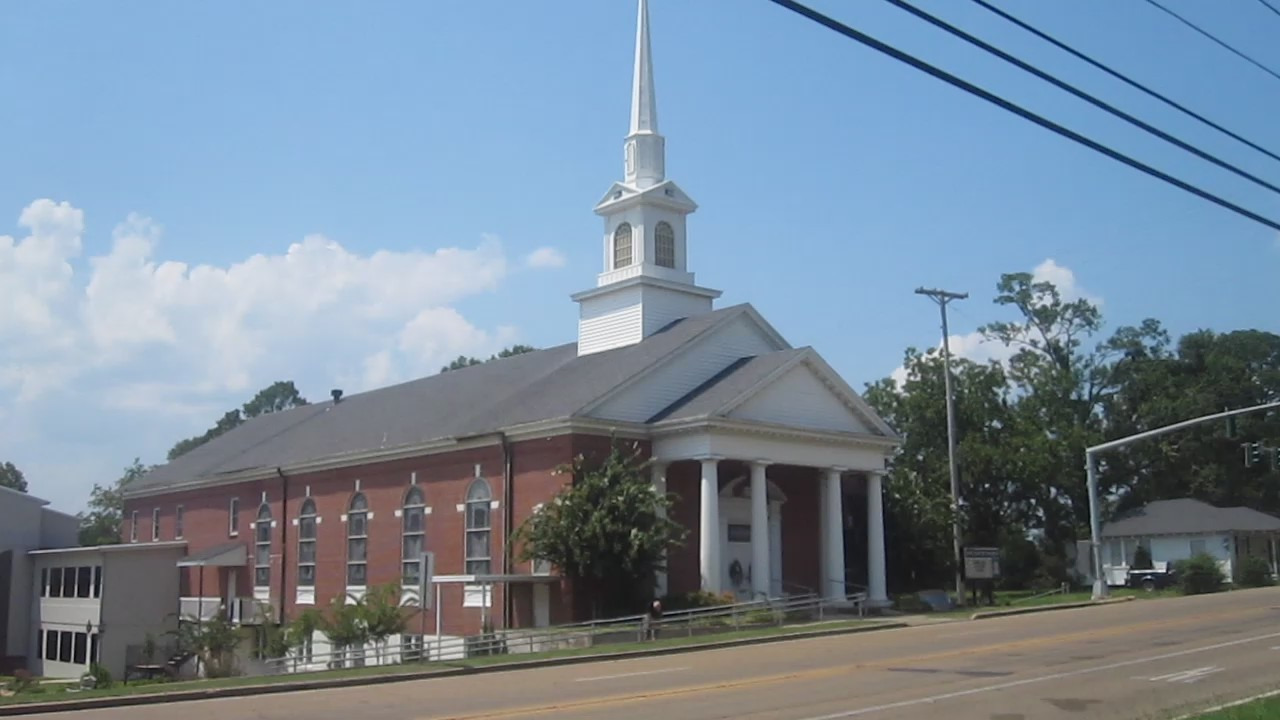
La Prima chiesa Battista di Jonesboro.

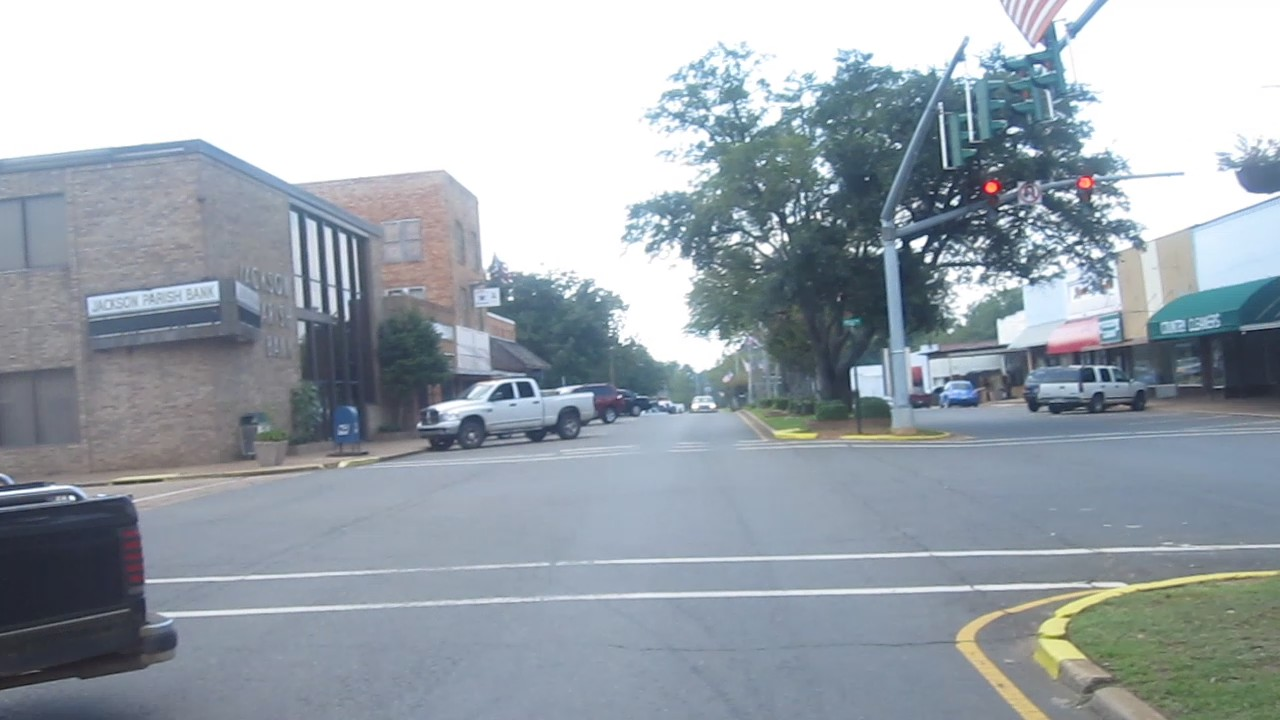
Altra vista del centro

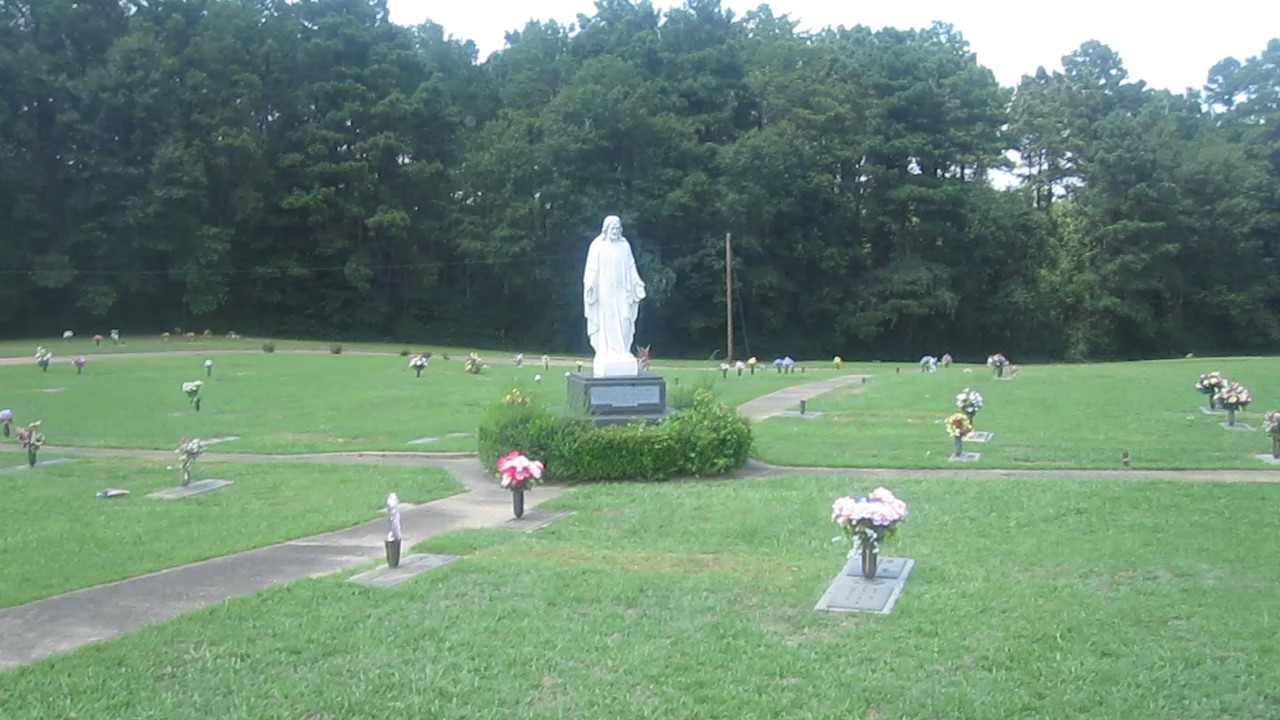
Garden of Memories si trova su Castor Highway fuori Jonesboro.

Jonesboro è una città nella Parrocchia di Jackson nel nord dello Stato della Louisiana. La popolazione conta 3 914 persone (censimento del 2000). Fa parte dell'area di Ruston.

## Geografia fisica
Jonesboro si trova nella Parrocchia di Jackson. Secondo lo United States Census Bureau, la città ha una superficie di 12,7 km² dei quali 12,6 km² di terra e 0,1 km² (circa lo 0,82%) di acqua.

## Società

### Evoluzione demografica
Secondo il censimento del 2000, ci sono 3 914 abitanti, 1 602 famiglie, e 1 012 famiglie residenti in città. La densità è di 311,6/km². Ci sono 1 852 unità abitative per una densità media di 147,4/km². La distribuzione razziale vede il 54,01% di bianchi, il 45,02% di afroamericani, lo 0,15% di nativi americani, lo 0,33% di asiatici, lo 0,03% di altre razze e lo 0,46% di razza mista.
Ci sono 1 602 famiglie in cui nel 29,5% dei casi ci sono bambini minori di 18 anni, il 38,3% sono coppie sposate, il 21,9% hanno una donna come capofamiglia e il 36,8% sono non-famiglie. Nel 34,1% dei casi sono famiglie formate da un singolo individuo e nel 17,2% dei casi si tratta di anziani sopra i 65 anni. In media una famiglia è composta di 2,33 individui.
L'età della popolazione si suddivide così: 24,8% sotto i 18 anni, 10,5% tra i 18 e i 24 anni, il 23,9% dai 25 ai 44 anni, il 20,2% dai 45 ai 64 anni e il 20,6% dai 65 anni in su. L'età media è di 37 anni. Per ogni 100 donne ci sono 81,3 uomini. Per ogni 100 donne maggiori di 18 anni ci sono 75,2 uomini.
Lo stipendio medio di una casa è di 19734 $ e lo stipendio medio di una famiglia è di 28048 $. Gli uomini hanno uno stipendio medio di 29071 $ contro i 18143 $ delle donne. Lo stipendio pro-capite è di 12869 $. Circa il 28,7% delle famiglie e il 32,2% della popolazione si trova sotto la soglia di povertà, tra cui il 45,2% di loro ha meno di 18 anni e il 16,1% ne ha più di 65.

## Arte e cultura
Jonesboro ospita il "Christmas Wonderland in the Pines", un festival locale che si tiene il sabato successivo al Giorno del Ringraziamento e continua per tutto dicembre. In estate ospita il "Sunshine Festival" con macchine d'epoca, trattori, cibo e giochi.

## Infrastrutture e trasporti
La città si trova sull'autostrada 167, 24 miglia a sud di Ruston.